# Les Quat'z'amis
Ne doit pas être confondu avec Les Quat'Z'Arts.
Les Quat'z'amis est une émission de télévision française pour la jeunesse diffusée sur Antenne 2 de juillet 1978 à 1984 puis brièvement jusqu'en 1985, dans les programmes de Récré A2.
Initialement intitulée La Forêt apprivoisée, l'émission, lancée par Jacqueline Joubert, était réalisée par Janine Guyon et était présentée par Fabrice, assisté des trois marionnettes Toucancan (oiseau érudit à plumes rouges) doublé par Jacques Muller, de Belle Belle (une « champignonne » élégante et coquette) doublée par Lucette Raillat et de Pouce Moussu (personnage composé de mousses et de plantes, doté d'un zézaiement et de deux dents proéminentes) doublé par Robert Rollis.
Les quatre compères discutaient de sujets variés et proposaient aux jeunes téléspectateurs des jeux ludiques et éducatifs portant sur la construction des mots, la musique, ou des expériences amusantes à réaliser à la maison.
Fabrice présente les 15 épisodes de La Forêt apprivoisée diffusés du 11 juillet au 17 octobre 1978 ; puis 191 épisodes des Quat'z amis diffusés du 7 novembre 1978 au 25 mai 1984. Fabrice est remplacé par Zabou pour 20 épisodes diffusés du 4 mai 1981 au 11 mars 1982 ; puis par Alain Chaufour pour 11 épisodes diffusés du 3 janvier au 18 mars 1983. À la rentrée scolaire 1984, Charlotte Kady remplace Fabrice pour les 32 derniers épisodes de la série, diffusés du 11 septembre 1984 au 13 février 1985.
Deux cents épisodes environ ont été tournés, d'une longueur comprise entre 10 et 15 minutes.